# Zoo (metropolitana di Francoforte sul Meno)
Zoo è una stazione sotterranea della metropolitana di Francoforte sul Meno. Si trova nel quartiere Ostend ed è chiamata così perché si trova nella piazza antistante allo zoo di Francoforte.

## Storia
La stazione è stata aperta l'11 ottobre 1986. Si trova sul segmento "C" della metropolitana di Francoforte, del quale costituiva inizialmente il capolinea orientale. Alcuni anni dopo la galleria è stata prolungata verso est.

## Strutture e impianti
Si tratta di una stazione sotterranea con tre binari: uno in direzione est e gli altri due in direzione ovest. I binari sono serviti da due banchine centrali, tuttavia una delle due serve solo il binario in direzione est, essendo presente una ringhiera che blocca l'accesso al binario sull'altro lato.

## Movimento
La stazione si trova lungo le linee U6 e U7. La stazione precedente (ad ovest) è Konstablerwache, mentre a est è presente una diramazione dove le due linee si separano: la linea U6 prosegue verso Francoforte Est, mentre la U7 continua verso Habsburgerallee. Il tratto Zoo–Francoforte Est, con i suoi 750 metri, è il più corto della metropolitana di Francoforte.

## Servizi e interscambi
La stazione dispone di:
- Biglietteria automatica

e consente l'interscambio con gli altri mezzi di trasporto pubblico tramite:
- Fermata tram RMV